# Thanks, Obama
Thanks, Obama («Gracias, Obama») es un meme de Internet que se utiliza de forma seria y satírica con respecto a las políticas del expresidente estadounidense Barack Obama.

## Historia
| Riding Herd | Twitter |
| @ridingherd |         |

             en inglés: Obamas failure is looking to be so complete he will [hand] the Republicans the white house for another 8 years. #thanksobama #tcot #hcr

            El fracaso de Obama parece ser tan completo que [entregará] a los republicanos la Casa Blanca por otros 8 años. #thanksobama #tcot #hcr
        

        4 de septiembre de 2009

El dicho apareció por primera vez en 2009 usando el hashtag #thanksobama en un tuit sobre las políticas del presidente Obama. Tres meses después, se utilizó en un cartel desmotivador.
Poco después de que los republicanos obtuvieran el control de la Cámara de Representantes en las elecciones de mitad de período de Estados Unidos de 2010, los liberales reutilizaron el meme para culpar satíricamente a Obama de cualquier tipo de mal social y económico. Un ejemplo notable se produjo en 2012, cuando se hizo popular una imagen de un hombre derramando comida con la leyenda Thanks Obama. En diciembre de 2012, se creó el subreddit /r/thanksobama.
En 2015, parecía que el meme había terminado su curso, después de que Obama lo usara en un vídeo de BuzzFeed. El propio Obama lo revivió en 2016, usándolo para burlarse de sus críticos y para agradecer a un partidario que, durante un discurso, le gritó y le agradeció porque la gasolina estaba a 2 dólares.
El 19 de enero de 2017, episodio de The Late Show with Stephen Colbert, el último día completo de Obama en el cargo, el personaje conservador de Stephen Colbert de The Colbert Report usó la frase para expresar gratitud a Obama por ayudar al Partido Republicano a encontrar un mensaje de oposición unida contra él y triunfar electoralmente nuevamente, sólo para luego pedir atemorizado de que Obama permanezca en el cargo.
En 2022, la cuenta de Twitter del presidente Joe Biden publicó la frase en respuesta a un tuit de Obama reconociendo la aprobación de la Ley de Reducción de la Inflación.